# Cierzac
Cierzac ist eine französische Gemeinde mit 321 Einwohnern (Stand: 1. Januar 2022) im Département Charente-Maritime in der Region Nouvelle-Aquitaine (vor 2016 Poitou-Charentes); sie gehört zum Arrondissement Jonzac und zum Kanton Jonzac. Die Einwohner werden Cierzacais genannt.

## Geographie
Cierzac liegt etwa 85 Kilometer nordnordöstlich von Bordeaux am Né. Nachbargemeinden von Cierzac sind Saint-Fort-sur-le-Né im Norden und Nordosten, Saint-Palais-du-Né im Osten und Süden sowie Germignac im Westen.

## Bevölkerungsentwicklung
| Jahr                       | 1962 | 1968 | 1975 | 1982 | 1990 | 1999 | 2006 | 2019 |
| Einwohner                  | 196  | 221  | 209  | 177  | 183  | 199  | 222  | 313  |
| Quellen: Cassini und INSEE |      |      |      |      |      |      |      |      |

## Sehenswürdigkeiten
- Kirche Notre-Dame (siehe auch: Liste der Monuments historiques in Cierzac)

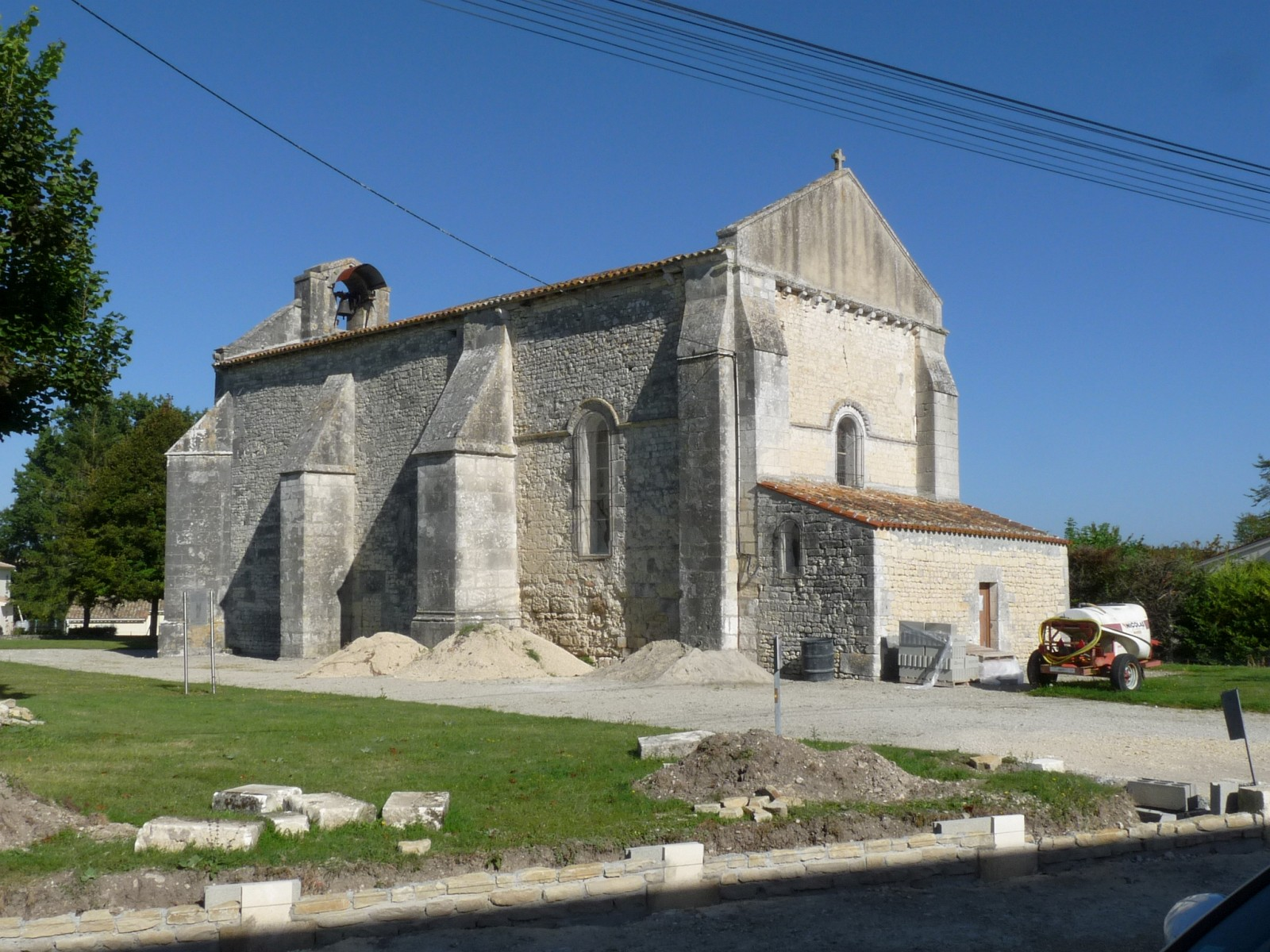
Kirche Notre-Dame